# Гаррисон, Кэролайн
Кэ́ролайн Лави́ния Скотт Га́ррисон (Ха́ррисон; 1 октября 1832, Оксфорд, штат Огайо — 25 октября 1892, Белый дом) — жена 23 президента США Бенджамина Гаррисона.

## Биография
Кэролайн Скотт родилась 1 октября 1832 года в Оксфорде, штат Огайо, она была второй дочерью Джона У. Скотта и Мэри Потс Нил-Скотт.
Во время своей учёбы в Университете она встретила Бенджамина Гаррисона, который был студентом Университета Майами. Начались ухаживания, которые продлились почти десять лет до их брака, состоявшегося 20 октября 1853 года. У них было трое детей:
- первый ребёнок — Расселл Бенджамин (1854—1936),
- второй ребёнок — Мэри Скотт (1856—1930),
- третий ребёнок — дочь, родившаяся в 1861 году, умершая в этом же году.

В 1889 году Гаррисон был избран президентом Соединённых Штатов Америки, и его семья переехала в Белый дом. Под руководством первой леди Кэролайн Гаррисон в Белом доме были увеличены ванные комнаты, установлена новая сантехника, повешены новые картины. В 1891 году в Белый дом было проведено электричество. Также Кэролайн была очень активна в сборе средств на благотворительность.
В конце 1891 года Кэролайн Гаррисон заболела туберкулёзом. Она пыталась продолжить свою благотворительную деятельность, но её состояние ухудшилось, и 25 октября 1892 года она умерла. Гаррисон умерла за несколько недель до того, как её муж проиграл выборы на второй срок. В оставшееся время президентского срока Гаррисона полномочия первой леди выполняла их дочь Мэри Гаррисон.